# Gramsh (distrito)
Gramsh (em albanês: Rrethi i Gramshit) foi um dos 36 distritos da Albânia, que foram dissolvidos em julho de 2000 e substituídos por 12 condados. Tinha uma população de 35 723 habitantes em 2001 e uma área de 695 quilômetros quadrados.